# Tõnu Õnnepalu
Tõnu Õnnepalu (* 13. September 1962 in Tallinn) ist ein estnischer Schriftsteller, Dichter und Übersetzer. Er schreibt auch unter den Pseudonymen Emil Tode und Anton Nigov.

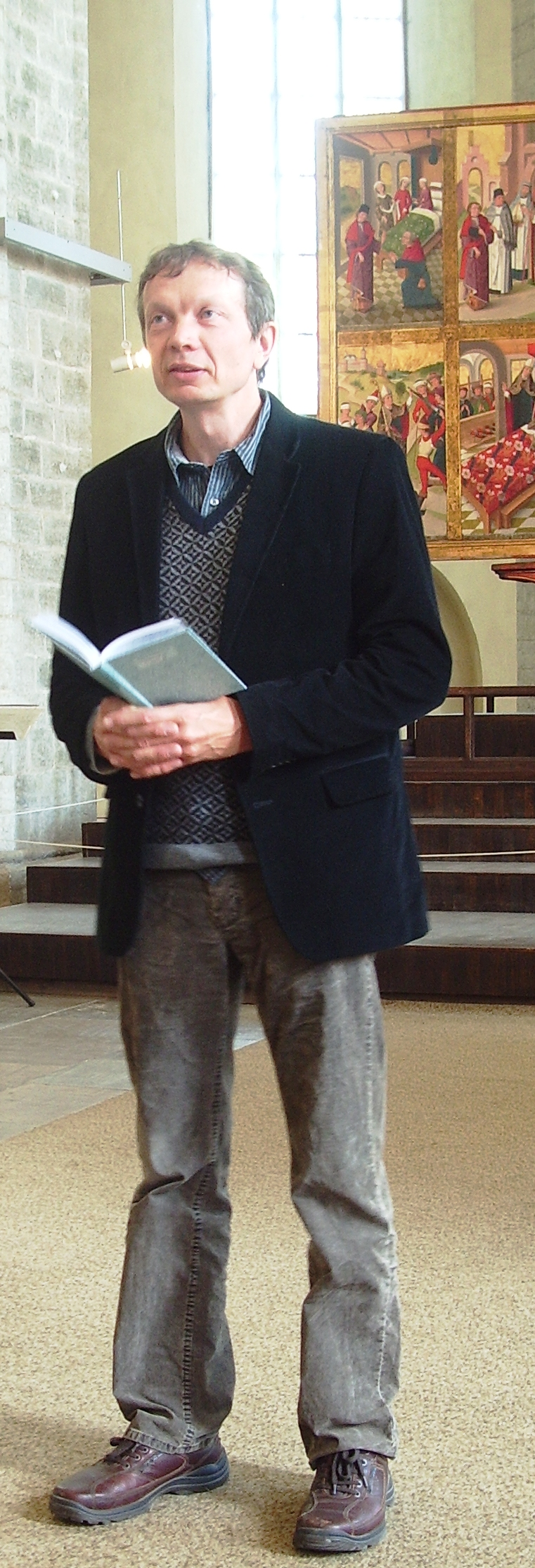
Tõnu Õnnepalu bei einer Veranstaltung in der Nikolaikirche (Niguliste kirik) während des Tallinner Literatur-Festivals 2009

## Leben
Tõnu Õnnepalu studierte von 1980 bis 1985 Biologie (Botanik, Ökologie) an der Universität Tartu. Bis 1987 war er als Lehrer an einer Schule auf Hiiumaa tätig, danach Referent im estnischen Außenministerium und kurzzeitig Redakteur bei der Kulturzeitschrift Vikerkaar. Neben seiner eigenen schriftstellerischen Tätigkeit übersetzt er aus dem Französischen. Õnnepalu lebte mehrere Jahre in Paris und wohnt heute als freischaffender Schriftsteller und Übersetzer hauptsächlich auf Hiiumaa.
Õnnepalu ist seit 1991 Mitglied des Estnischen Schriftstellerverbands.

## Werk
Õnnepalu debütierte in der zweiten Hälfte der 1980er-Jahre mit Gedichten, in denen die Natur eine zentrale Rolle spielt. Die Kritik verglich ihn beispielsweise mit Bernard Kangro und platzierte ihn später gemeinsam mit Hasso Krull, Märt Väljataga und Indrek Hirv in die Gruppe der so genannten Neo-Ästhetiker.
Den schriftstellerischen Durchbruch erlangte er mit seinem ersten Roman Im Grenzland (1993), der schnell ein internationaler Erfolg wurde und mittlerweile in 17 Sprachen übersetzt worden ist. Das Werk thematisiert die Kontaktaufnahme zweier Welten nach dem politischen Wandel von 1989/91. Außerdem wird auch die bis dahin in der estnischen Literatur weitgehend tabuisierte Homosexualität behandelt.
In seinem weiteren Werk erweist sich Õnnepalu vor allem als kontemplativer Essayist, dem jedoch ebenfalls „glasklare politische Analysen“ nicht fremd sind und der mit seiner Prosa „nach Jaan Kross am deutlichsten das beharrliche Weiterschreiben in der estnischen Literatur aufrecht erhält.“

## Werke
Romane
- Piiririik ('Grenzland'). Tallinn: Tuum 1993. 186 S.
- Hind ('Der Preis'). Tallinn: Tuum 1995. 206 S.
- Printsess ('Die Prinzessin'). Tallinn: Täht 1997. 137 S.
- Raadio ('Das Radio'). Tallinn: Eesti Keele Sihtasutus 2002. 446 S.
- Harjutused ('Übungen'). Tallinn: Eesti Keele Sihtasutus 2002. 310 S.
- Paradiis ('Das Paradies'). Tallinn: Varrak 2009. 192 S.

Gedichtsammlungen
- Jõeäärne maja ('Das Haus am Fluss'). Tallinn: Eesti Raamat 1985. 47 S.
- Ithaka. Tallinn: Eesti Raamat 1988. 81 S.
- Sel maal ('In diesem Land'). Tallinn: Eesti Raamat 1990. 54 S.
- Mõõt ('Das Maß'). Tallinn: Tuum 1996. 64 S.
- Enne heinaaega ja hiljem ('Vor der Heuzeit und später'). Tallinn: Eesti Keele Sihtasutus 2005. 310 S.
- Kevad ja suvi ja ('Frühling und Sommer und'). Tallinn: Varrak 2009. 189 S.
- Kuidas on elada ('Wie ist es zu leben'). Tallinn: Varrak 2012. 98 S.
- Klaasveranda ('Die Glasveranda'). Tallinn: Varrak 2016. 107 S.

Essays
- Flandria päevik ('Flämisches Tagebuch'). Tallinn: Varrak 2007. 338 S.
- Ainus armastus ('Die einzige Liebe'). Tallinn: Varrak 2011. 355 S.
- Mandala. Tallinn: Varrak 2012. 243 S.
- Valede kataloog. Inglise aed ('Katalog der Lügen. Englischer Garten'). Tallinn: EKSA 2017. 385 S.
- Lõpetuse ingel. Märkmeid sügissaarelt ('Der Engel der Beendigung. Aufzeichnungen von der Herbstinsel'). Tallinn: SA Kultuurileht 2015. 86 S. (Loomingu Raamatukogu 8-9/2015)

### Deutsche Übersetzungen
Die umfangreichste Gedichtauswahl von Õnnepalu ist 1996 in der Zeitschrift Estonia publiziert worden, ferner sind verstreut Gedichtproben erschienen.
Darüber hinaus ist ein Essay von ihm auf Deutsch publiziert worden:
- Europa und seine Angst. Abschweifungen zu einem Tintenklecks auf Löschpapier. In: Lettre International, Nr. 60 (1/2003), S. 72–73; wiederabgedruckt in: Ursula Keller, Ilma Rakusa (Hgg.): Europa schreibt. Was ist das Europäische an den Literaturen Europas? Essays aus 33 europäischen Ländern. Hamburg: edition Körber-Stiftung 2003, 311–319.

Als eigenständige Buchveröffentlichung liegt bislang ein Roman vor:
- Im Grenzland. Übersetzt von Horst Bernhardt. München, Wien: Paul Zsolnay / Carl Hanser 1997. 175 S.[9]

## Auszeichnungen
- 1993: Literaturpreis der Baltischen Versammlung für Piiririik
- 1994: Jahrespreis des estnischen Schriftstellerverbandes
- 1996: Literaturpreis des Estnischen Kulturkapitals (Prosa)
- 2003: Literaturpreis des Estnischen Kulturkapitals (Kritik)
- 2004: Orden des weißen Sterns V. Klasse
- 2007 Juhan-Liiv-Preis
- 2008 Literaturpreis des Estnischen Kulturkapitals (Essayistik)
- 2010 Tammsaare-Roman-Preis
- 2010 Eduard-Vilde-Preis
- 2010 Riiklik kultuuripreemia [3]
- 2012 Literaturpreis des Estnischen Kulturkapitals (Essayistik)
- 2015 Literaturpreis des Estnischen Kulturkapitals (Schauspiel)
- 2018 Literaturpreis des Estnischen Kulturkapitals (Essayistik)
- 2018 Eduard-Vilde-Preis